# Marius Skram-Jensen
Marius Halvor Skram-Jensen (Slagelse, 1881. március 1. – Tennessee, Harriman, 1975. január 17.) olimpiai ezüstérmes dán tornász.
Az 1906. évi nyári olimpiai játékokon indult tornában és csapat összetettben ezüstérmes lett. (Később ezt az olimpiát a Nemzetközi Olimpiai Bizottság nem hivatalosnak nyilvánította)
Klubcsapata a Københavns Gymnastikforening volt.